# Brian Myers (Basketballspieler)
Brian Myers (* 31. Juli 1974 in Kansas City) ist ein ehemaliger US-amerikanischer Basketballspieler.

## Werdegang
Myers wuchs in Grandview im US-Bundesstaat Missouri auf. Von 1992 bis 1996 war er als Student Mitglied der Basketballhochschulmannschaft der University of Texas Arlington. Er erzielte in dieser Zeit in 110 Einsätzen insgesamt 1084 Punkte.
Der 2,06 Meter große Innenspieler, ein Linkshänder, begann seine Laufbahn als Berufsbasketballspieler bei Esgueira Basket in Portugal. Er spielte für die Mannschaft nur kurz zu Beginn des Spieljahres 1996/97, ab Dezember 1996 dann in seinem Heimatland für St. Paul Slam in der International Basketball Association (IBA).
1997 stand Myers in Bolivien beim Verein Ingavi La Paz unter Vertrag, spielte ab Dezember 1997 wieder in der IBA, diesmal für die Mannschaft Magic City, um im Jahr 1998 dann erneut Ingavi La Paz zu verstärken. Zu Beginn des Spieljahres 1998/99 war der US-Amerikaner kurzzeitig Spieler des argentinischen Vereins Andino, im Februar 1999 wurde er vom BC Wetzikon (Schweiz) verpflichtet.
Im Spieljahr 1999/2000 setzte Myers seine Laufbahn beim deutschen Zweitligisten Eintracht Frankfurt fort, im Sommer 2000 wechselte er innerhalb des Landes zum Bundesliga-Absteiger Avitos Lich. 2001/02 bestritt Myers 31 Spiele für DJK S. Oliver Würzburg in der Basketball-Bundesliga und erzielte im Durchschnitt 14,7 Punkte je Begegnung. Sein letzter Verein im Berufsbasketball war 2002/03 der österreichische Bundesligist Oberwart Gunners.